# 程廷祚
程廷祚（1691年—1767年），初名默，又名石开，字启生，号绵庄，又号清溪居士。原籍安徽徽州府歙县，寄籍江宁府上元县。
祖父程绍伊自祖籍歙县迁居金陵。程廷祚生于康熙三十年（1691年），十四岁写《古松赋》，受到洪嘉植的赏识，並说：“是子必为儒宗。”程晉芳稱其“志清而行醇，动止必蹈规矩”，康熙五十九年（1720年）與李塨見面论学。程廷祚多批判八股科举和程朱理学，“不依傍门户，而能通汉宋之症”，姚鼐责难其“好议论程朱”，乃至“流于蔽陷之过而不自知”。乾隆三十二年（1767年）卒。著有《大易择言》、《易通》、《彖爻求是说》、《尚书通议》等。

## 評價
胡適很早就注意到程廷祚與顏李學派的關連，胡适還寫有《颜李学派的程廷祚》，推斷小說《儒林外史》中莊紹光的原型就是程廷祚。抗战期间，北大印行《青溪全集》，1936年6月胡适为之序。